# Guillaume Laborie
Guillaume Laborie est un critique spécialiste de la bande dessinée des États-Unis (comic books). Il fut collaborateur de revues telles que Comix Club ou Scarce puis l'auteur de monographies (sur Wallace Wood et Jim Steranko) et d'articles (Steve Ditko et Alan Moore).

## Biographie
Guillaume Laborie se fait connaitre en collaborant auprès de revues spécialisées (Comix Club, Scarce) et en 2010, il collabore à l'ouvrage collectif Alan Moore,Tisser L'invisible, une biographie sur le scénariste de bande dessinée et écrivain britannique Alan Moore, biographie publiée dans la collection la Bibliothèque des miroirs, chez l'éditeur les Moutons électriques. Toujours chez le même éditeur, il publie en 2011, en solo, l'ouvrage Jim Steranko : Tout n’est qu'illusion, une biographie sur Jim Steranko. 
Puis, en 2014, il publie Wallace « Wally » Wood, si c’était à refaire…, une autre biographie cette fois, sur l'auteur et éditeur de bande dessinée américain, Wally Wood, chez l'éditeur PLG,.

## Livres publiés
- Jim Steranko : Tout n’est qu'illusion, Les Moutons électriques, coll. « Bibliothèque des miroirs », 2009  (ISBN 9782915793826)[2]
- Wallace « Wally » Wood, si c’était à refaire…, PLG, coll. « Mémoire Vive », novembre 2014  (ISBN 978-2-917837-19-1) (Broché ; 200 pages ; format 16 x 24 cm) [3],[4]